# Falciot arbori verdós
El falciot arbori verdós (Hemiprocne longipennis) és una espècie d'ocell de la família dels hemipròcnids (Hemiprocnidae) que habita clars dels boscos, manglars, zones obertes i ciutats de la Península Malaia, Sumatra, Borneo, Java, Bali, Sulawesi i petites illes de la zona.